# 踊る少女
『踊る少女』（Dancing Girl）は、ロストワックス鋳造で作られた先史時代の銅像。紀元前2300年から紀元前1750年にかけて、インダス文明の最も初期の都市の一つであるモヘンジョダロ（現在のパキスタン）で作られた。像の大きさは10.5センチメートル (4.1 in)で、様式化された装飾が施された裸の若い女性または少女が描写されている。『踊る少女』はインダス文明の文化的人工物であり、芸術作品として高く評価されている。 
この像は、1926年にイギリスの考古学者であるアーネスト・マッケイによって、モヘンジョダロの「HRエリア」で発掘された。1947年のインド・パキスタン分離独立でインドに割り振られ、現在はニューデリーの国立博物館に所蔵されている。

## 解釈

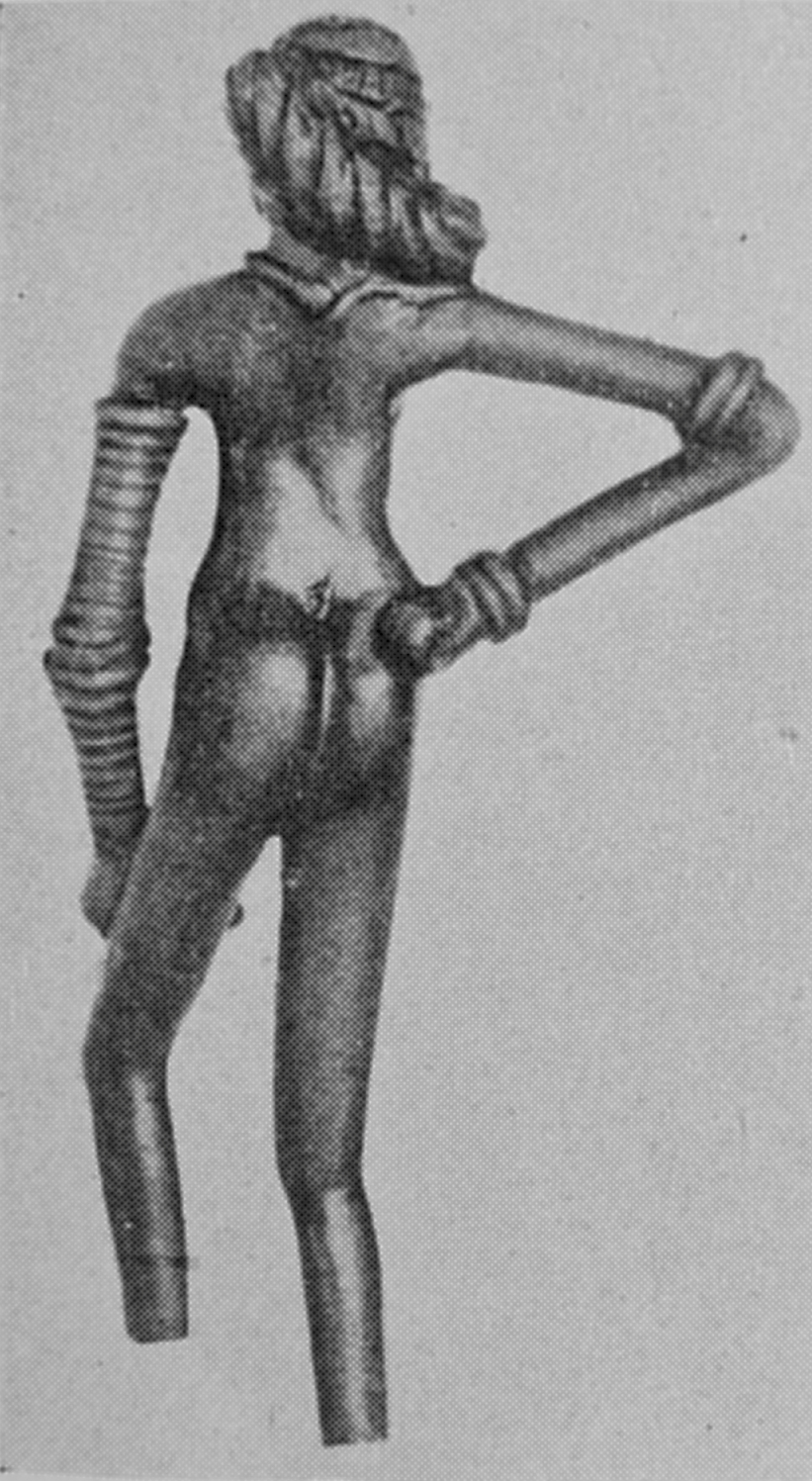
後ろ姿

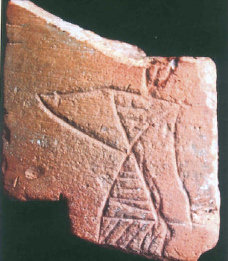
インドのビーラナで発見された、赤い陶器の破片に刻まれた踊る少女

ハリヤナ州ビーラナで発見された赤い陶器には、踊る少女を連想させる絵が刻まれている。発掘調査チームのリーダーであるL・S・ラオは、「銅像の手の位置を含む形に非常に忠実であるため、ビーラナの作者は銅像を直接知っていたようだ」と述べている。 

## 歴史
1926年にモヘンジョダロで発掘された後、踊る少女と他の出土品は最初はラホール博物館に寄贈されたが、後にニューデリーのインド考古調査局に移され、イギリス領インド帝国の首都の「中央帝国博物館」に所蔵されることが計画されていた。インドの独立が近いことが分かってきたが、インド・パキスタン分離独立は最初は予想されていなかった。新しいパキスタン当局は、パキスタンの領土で発掘されたモヘンジョダロの出土品の返還を要求したが、インド当局は拒否した。最終的に合意に達し、合計で約12,000の出土品（ほとんどが陶器の破片）が印パで均等に分割された。場合によっては、これは非常に文字通りに解釈され、いくつかのネックレスとガードルはビーズが2つの山に分けられた。「最も著名な2つの人物像」では、パキスタンは『神官王像』を希望して受け取ったが、インドはそれよりも小さい『踊る少女』を受け取った。
この分割は一度合意されたにもかかわらず、一部のパキスタンの政治家は、『踊る少女』をパキスタンに「返還」することを要求した。 